# Александер Ясінський
Алекса́ндер Флоре́нтій Ясі́нський герба Сас (пол. Aleksander Florenty Jasiński; 23 лютого 1823, Вулька Ґрондзка — 21 лютого 1897, Львів) — польський правник, нотаріус, президент Львова (1873—1880), посол на Галицький крайовий сейм ІІІ й IV скликань (1872—1882).

## Життєпис

### Родина
Народився в родині Юзефа і Флорентини з Левартовських гербу Леварт. У восьмилітньому віці став круглим сиротою. Виховувався в діда Яна барона Левартовського в селі Рай біля Бережан. У 1857 році одружився з Марією Шльонською, з якою мав шестеро дітей: Софію, Марію, Зиґмунта — міністра залізниці, Станіслава — радника Крайового суду, Александра, Францішка — адвоката.

### Освіта й професійна діяльність
Навчався в Бережанській гімназії, а матуру здав у гімназії м. Бучач у 1842 році. Закінчив право у Львівському університеті. Працював на різних щаблях державного судочинства й прокуратури. Іменований нотаріусом, у 1862 році відкрив власну правничу канцелярію, якою керував до кінця життя. У 1868 році ввійшов до Міської ради Львова, а в 1871 став віце-президентом міста. 29 жовтня 1872 року обраний послом до Галицького крайового сейму (ІІІ скликання, виборчий округ м. Львів) на місце Германа Франкла. 11 червня 1873 року Міська рада Львова доручила йому уряд президента міста (потім знову в 1874 і 1877 роках). У лютому 1880 року зрікся уряду. Виконував також функції президента Нотаріальної Палати (1892), головного директора Галицької ощадної каси (1893).
Помер 21 лютого 1897 року у Львові. Поховано його на Личаківському цвинтарі.

## Відзнаки
- Почесний громадянин Львова (29 січня 1880)
- Орден Залізної Корони ІІІ ступеня (31 березня 1880)